# L'Éternel retour
L'éternel retour (bra: Além da Vida; prt: L'éternel retour)  é um filme de drama romântico francês de 1943 dirigido por Jean Delannoy, com roteiro de Jean Cocteau e protagonizado por Jean Marais e Madeleine Sologne.